# Carolus Rex
Carolus Rex sedmi je studijski album švedske power metal grupe Sabaton. Teme albuma su Tridesetogodišnji rat i Veliki sjeverni rat, s naglaskom na švedsko sudjelovanje u njima.
Naziv albuma zapravo je latinsko ime kralja Karla XII.
Album ima verziju na engleskom i švedskom jeziku.

## Popis pjesama
(u zagradama švedski naziv)
1. "Dominium Maris Baltici"   ("Dominium Maris Baltici")
2. "The Lion from the North"   ("Lejonet från Norden")
3. "Gott Mit Uns"   ("Gott Mit Uns")
4. "A Lifetime of War"   ("En Livstid i Krig")
5. "1648"   ("1648")
6. "The Carolean's Prayer"   ("Karolinens Bön")
7. "Carolus Rex"   ("Carolus Rex")
8. "Killing Ground"   ("Ett Slag Fargat Rött")
9. "Poltava"   ("Poltava")
10. "Long Live the King"   ("Konungens Likfärd")
11. "Ruina Imperii"   ("Ruina Imperii")

### Dodatne pjesme
(u zagradama originalni izvođači)
1. "Twilight of the Thunder God"   (Amon Amarth)
2. "In the Army Now"   (Bolland & Bolland)
3. "Feuer Frei!"   (Rammstein)